# Заклічин (гміна)
Гміна Заклічин (пол. Gmina Zakliczyn) — місько-сільська гміна у південній Польщі. Належить до Тарновського повіту Малопольського воєводства.
Станом на 31 грудня 2011 у гміні проживало 12380 осіб.

## Площа
Згідно з даними за 2007 рік площа гміни становила 122.55 км², у тому числі:
- орні землі: 56.00%
- ліси: 33.00%

Таким чином, площа гміни становить 8.66% площі повіту.

## Населення
Станом на 31 грудня 2011:
| Опис     | Загалом | Загалом | Чоловіки | Чоловіки | Жінки | Жінки |
| -------- | ------- | ------- | -------- | -------- | ----- | ----- |
| одиниця  | осіб    | %       | осіб     | %        | осіб  | %     |
| все      | 12380   | 100     | 6204     | 50.11    | 6176  | 49.89 |
| міське   | 1640    | 100     | 822      | 50.12    | 818   | 49.88 |
| сільське | 10740   | 100     | 5382     | 50.11    | 5358  | 49.89 |

## Сусідні гміни
Гміна Заклічин межує з такими гмінами: Войнич, Ґромник, Ґрудек-над-Дунайцем, Дембно, Коженна, Плесьна, Ценжковіце, Чхув.